# 英格蘭聯賽團體盃
英格蘭聯賽團體盃（Football League Group Cup）是一項短暫的足球錦標賽，首次於1981-82年球季季前及季中舉行，只進行了兩屆比賽。聯賽團體盃是當蘇格蘭足球聯賽球隊退出德士古盃/英蘇盃而中斷的替代錦標賽，只供英格兰足球联赛球隊參賽。同時被視為由1983-84年度展開的聯賽錦標的先行競賽，雖然有部分球隊曾參加這兩項盃賽，但兩者的參賽數目及資格是不盡相同的，不可混為一談。 

## 比賽形式
首先由32支球隊展開季前分組賽，32支球隊分別從乙組、丙組及丁組中挑選，以球隊所屬地區劃分為8個小組，每組4隊互相對賽。每組的冠軍在季中進行淘汰賽，直到產生冠軍。

## 歷屆比賽
1981-82年度決賽：1982年4月6日在的布伦德尔公园球场舉行
- 3-2 溫布顿

翌年採用類似上一屆的比賽形式，更名為「聯賽錦標」（Football League Trophy），只是增加兩支甲組球隊及加入競賽。
1982-83年度決賽：1983年4月20日在林肯城的辛塞尔·班克球场舉行
- 林肯城 2-3

聯賽團體盃在1983-84年球季停辦，而附屬會員杯（Associate Members Cup）則在同年開始，令人容易混淆的是「附屬會員杯」於1992年更名為「聯賽錦標」（Football League Trophy）。